# Cortinarius allutus
Cortinarius allutus (Elias Magnus Fries, 1838) a încrengăturii Basidiomycota, din familia Cortinariaceae și de genul Cortinarius este o ciupercă comestibilă destul de răspândită, fiind un simbiont micoriza (formează micorize pe rădăcinile arborilor). Un nume popular nu este cunoscut. În România, Basarabia și Bucovina de Nord trăiește de la câmpie la munte în grupuri mai mici pe sol acru, în păduri de conifere sub molizi și pini precum la marginile de drum prin iarbă. Timpul apariției este din (iulie) august până în octombrie (noiembrie).

## Taxonomie

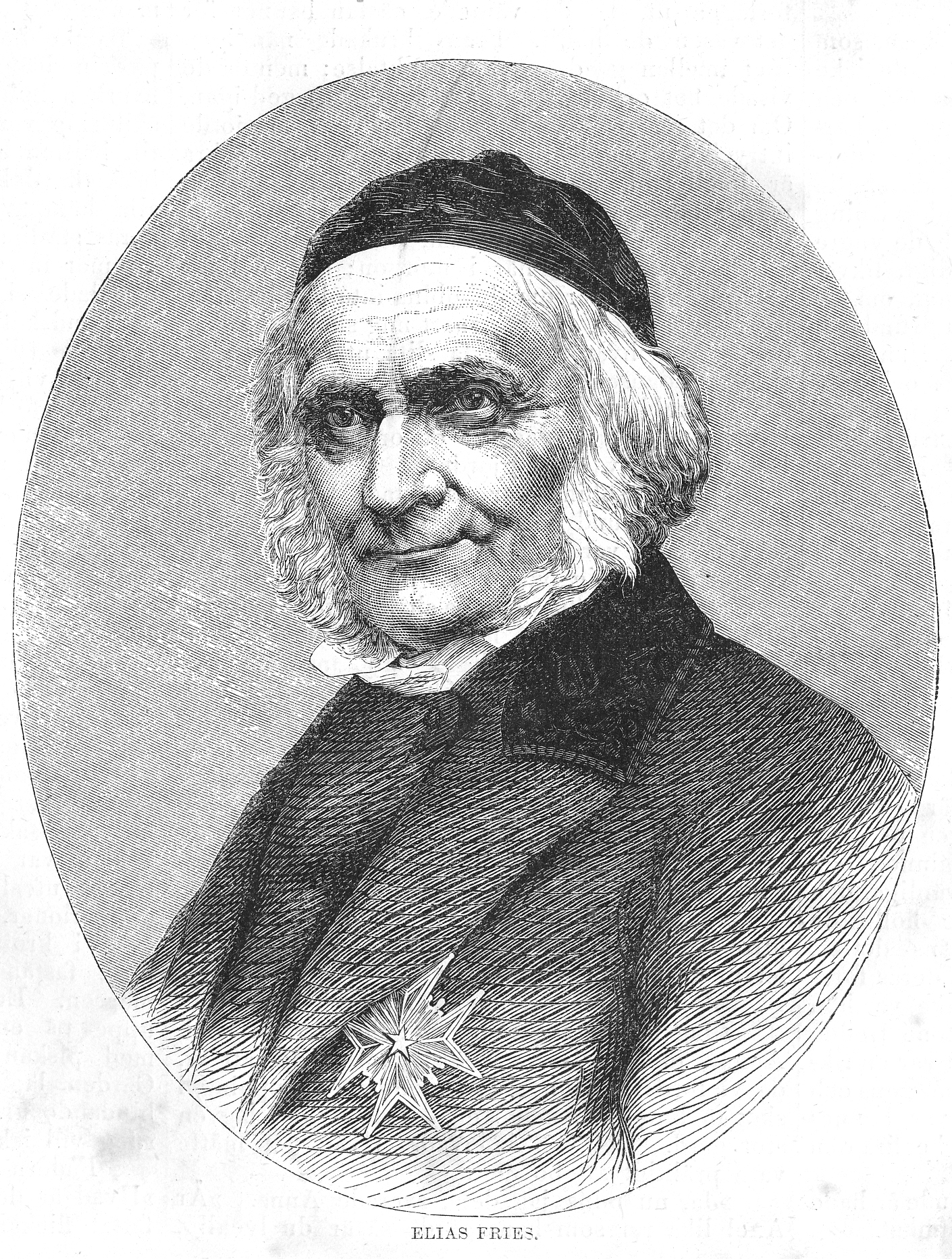
Elias Fries

Numele binomial Cortinarius allutus a fost determinat de renumitul micolog suedez Elias Magnus Fries, de verificat în cartea sa Epicrisis systematis mycologici, seu synopsis hymenomycetum din 1838, fiind de asemenea numele curent valabil (2022).
Sinonimele Cortinarius allutus var. luteus din 1939 ( precizat în 1988) și Cortinarius allutus var. rufescens din 1939 ale micologului francez Robert Henry (1939 și 1988) mai sunt folosite, pe când Gomphos allutus a micologului german Otto Kuntze din 1891, precum Phlegmacium allutum și Phlegmacium allutum var. allutum ale micologului austriac Meinhard Michael Moser din 1960 nu (mai) sunt uzate, dar acceptate.
Alte denumiri nu sunt cunoscute.
Epitetul specific este derivat din cuvântul latin (latină allutus=spălat, clătit, datorită aspectului cuticulei.

## Descriere

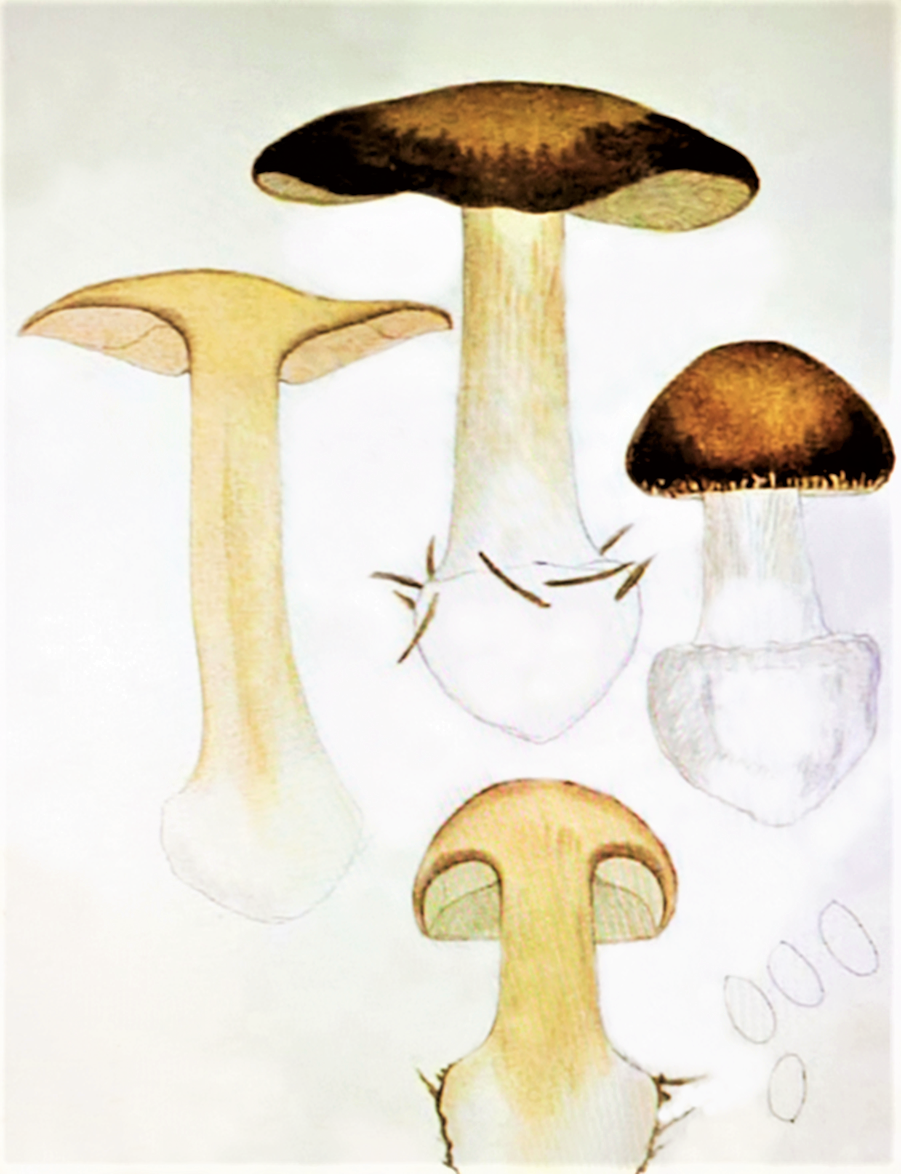
J. E.Lange: Cortinarius allutus

- Pălăria: fermă și cărnoasă cu efect higrofan și un diametru de 4-9 (11)  cm este la început convexă cu marginea curbată spre interior, mai în vârstă complet plată, cu marginea atunci conturată parțial ascuțit. Cuticula netedă cu un luciu mătăsos este ocazional brumată argintiu fiind nu chiar vâscoasă, mai degrabă ceroasă până unsuroasă. Coloritul viu ca de leu sau brun-portocaliu capătă în vârstă adesea pete brune până brun-roșcate, mai ales în jurul marginii.
- Lamelele: foarte aglomerate, subțiri, bifurcate și intercalate cu lameluțe de lungime diferită precum aderate ușor bombat la picior, sunt învăluite la început de o cortină formată din fibre foarte fine ca păienjeniș de culoare albă, fragment al vălului parțial. Muchiile preponderent sterile sunt fin zimțate, uneori chiar dințate. Coloritul inițial gri-roz până deschis gri-brun, devine la bătrânețe ruginiu până brun-roșiatic.
- Piciorul:  de 4-8 cm lungime și 1-1,4 (1,8) cm diametru (spre bază mai gros) este ferm și ceva fibros, plin, mai târziu tubular gol pe dinăuntru, în mare parte cilindric, la baza rotunjită de obicei cu un bulb bordurat și pronunțat. Uneori este doar îngroșată. S-au găsit și exemplare care înrădăcinesc în formă de morcov. Suprafața aproape netedă, doar slab încarnat fibroasă este de un colorit albicios care capătă mai târziu, datorită sporilor, striații ruginii. Nu poartă un inel.
- Carnea: cu o culoare palidă de lemn și spre bază albicioasă este cărnoasă și compactă, în picior ceva fibroasă care nu se decolorează după tăiere, are pentru mult timp un miros amintind de miere cu nuanțe de ciupercă care poate deveni în vârstă pământos și un gust plăcut, dar la bătrânețe nu rar ceva amar, chiar astringent.[3][4]
- Caracteristici microscopice: are spori sub-elipsoidali, în formă de migdale, uneori și alungiți, cu un ornament verucos nu prea pronunțat pe suprafață, măsurând 8,2-9,3-(10,4) x 4,7-5,3 (5,8) microni. Pulberea lor este ruginie. Basidiile clavate cu 4 sterigme fiecare au o dimensiune de 25-30 x 7-8 microni și prezintă cleme. Pileocistidele (elemente sterile de pe suprafața pălăriei) are celule în stratul superior de hife, numit ixocutis, aici foarte subțire, purtând cleme bine vizibile. Trama pălăriei constă din celule umflate până sub-globuloase. Muchiile prezintă bazidiole (bazidii tinere, fără sterigme, dispuse în stratul himenial printre bazidiile mature) sau cheilocistide (elemente sterile situate pe muchia lamelor).[12][13]
- Reacții chimice: carnea se decolorează sub aburi de amoniac mai mult sa mai puțin brun, cu sulfoformol albastru-verzui, cu hidroxid de potasiu deschis maroniu, dar cuticula brun-roșiatic și cu sulfovanilină vinaceu.[14]

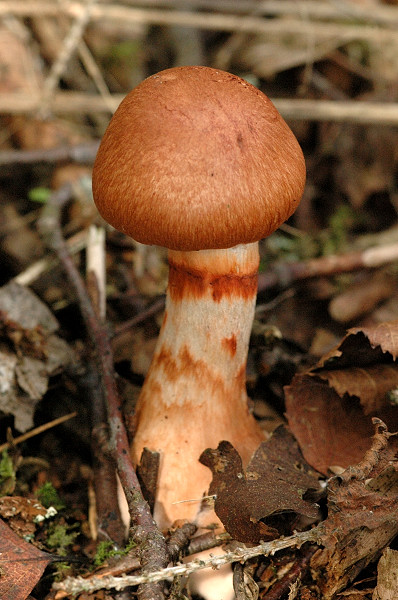
C. allutus tânăr
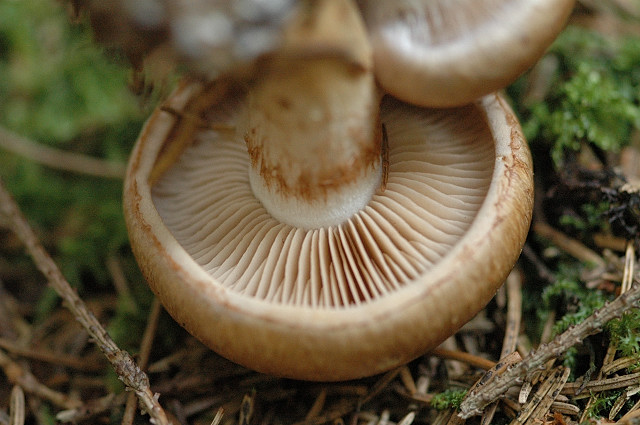
C. allutus, lamele și picior

## Confuzii
Specia poate fi confundată de exemplu cu Cortinarius anomalus (comestibil, de valoare scăzută), Cortinarius balaustinus (comestibil), Cortinarius bolaris (otrăvitor) Cortinarius callisteus (otrăvitor), Cortinarius callochrous (necomestibil), Cortinarius claricolor (comestibil), Cortinarius collinitus (comestibil, inițial lamele albicioase, apoi maroniu-roșcate și picior acoperit la început de un văl lipicios lila-purpuriu), Cortinarius cotoneus (otrăvitor), Cortinarius delibutus (comestibil), Cortinarius elegantior, (comestibil, lamele albicios-galbene, apoi de măsliniu deschis, în sfârșit maronii ca scorțișoara și picior gălbui, acoperit la început de un văl palid), Cortinarius fluminoides (comestibil, lamele de culoarea lutului deschis, apoi maronii, pălăria colorată ocru închis), Cortinarius herbarum (comestibil, lamele de colorit crem-albui apoi ocru și pălărie de culoare albă), Cortinarius mucosus (comestibil), Cortinarius multiformis (comestibil, lamele inițial albicioase, apoi cenușii până la maroniu-roșcate și piciorul inițial albicios, apoi ocru deschis), Cortinarius odorifer (comestibil, cu un miros de anason), Cortinarius percomis (comestibil), Cortinarius rubicundulus (otrăvitor), Cortinarius sebaceus (comestibil, lamele inițial albicioase, apoi de colorit ocru până la maroniu deschis și picior alb-mătăsos), Cortinarius spilomeus, (necomestibil), Cortinarius talus (comestibil), Cortinarius torvus (necomestibil), Cortinarius turmalis (necomestibil), Cortinarius variicolor (comestibil, de calitate scăzută (pălăria mai întâi de culoare lila-violetă, trecând repede spre maroniu, coloritul lamelelor mai întâi gri-albăstrui, apoi brun de scorțișoară, miros de pământ), Cortinarius varius (comestibil) sau Cortinarius vibratilis (necomestibil, lamele alb-gălbuie la început, apoi maroniu-roșcate și picior alb, inițial acoperit de un văl lipicios, foarte amar).

## Specii de ciuperci asemănătoare în imagini

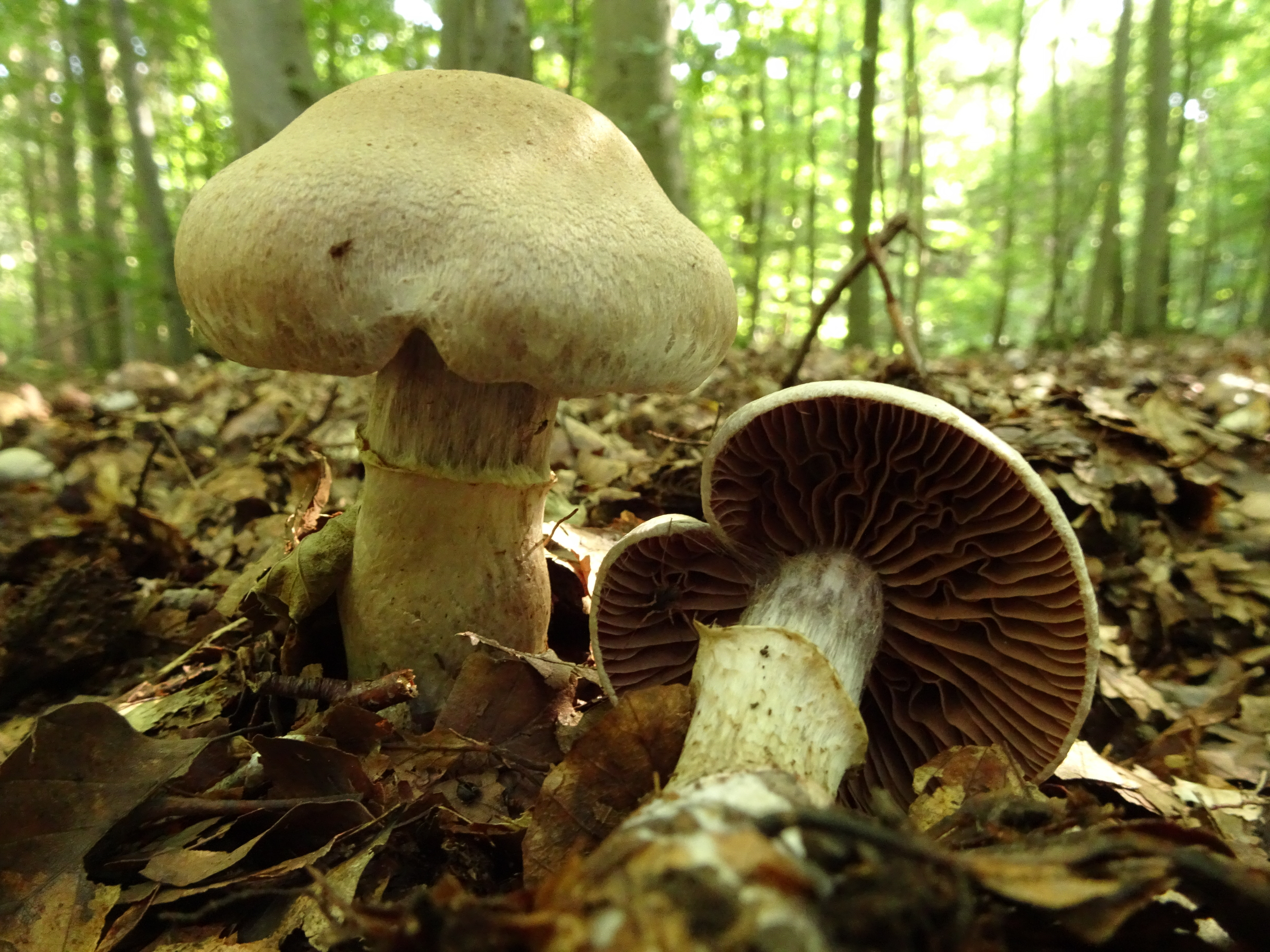
Cortinarius anomalus
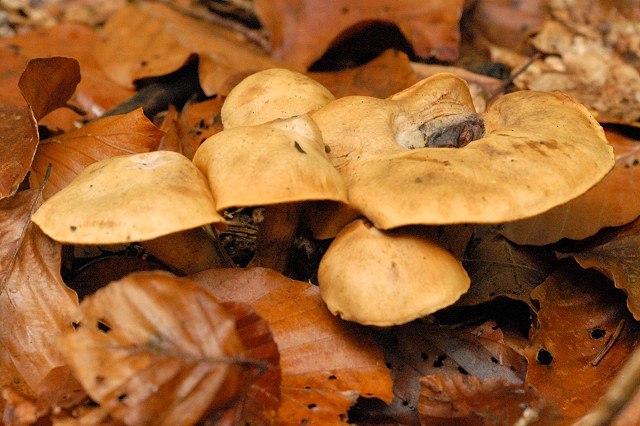
Cortinarius balaustinus
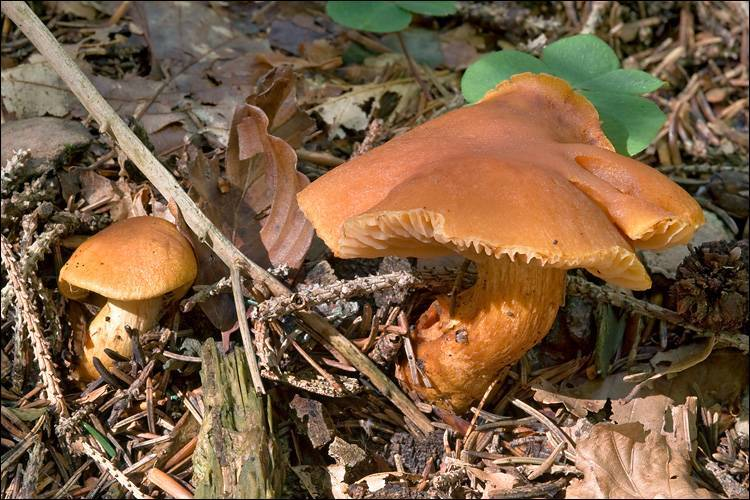
!!Cortinarius callisteus!!
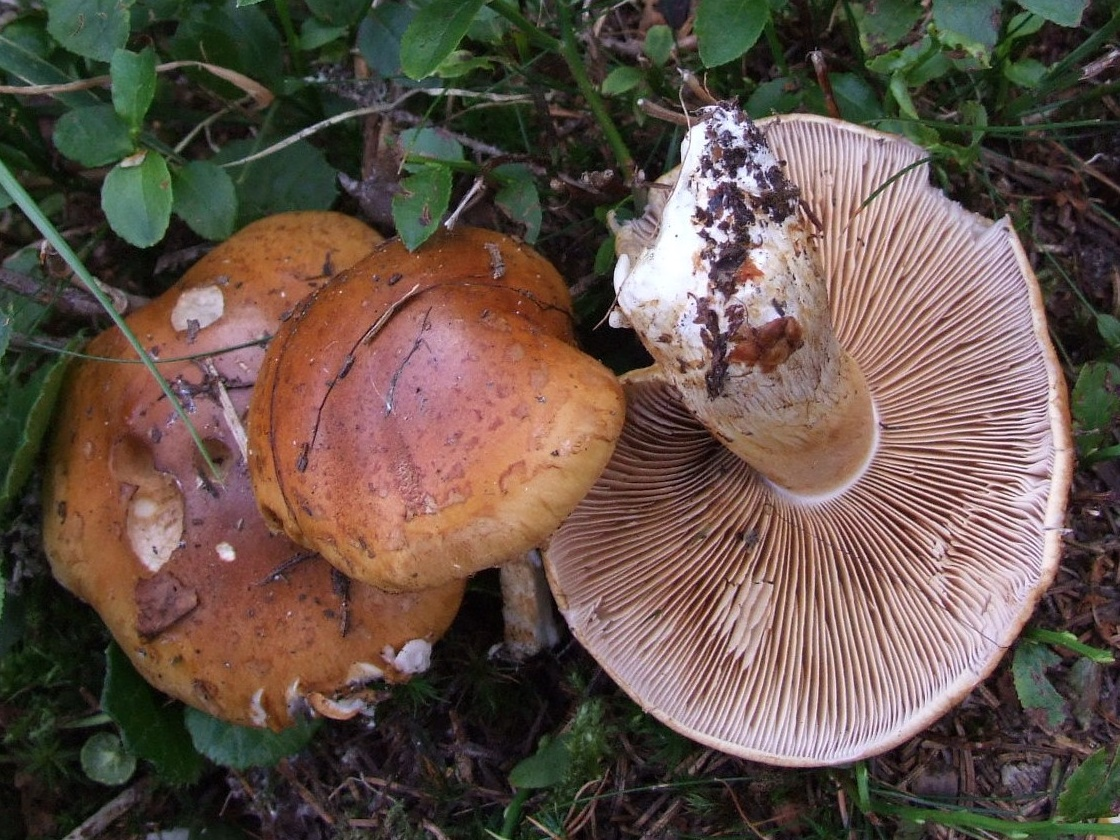
!Cortinarius callochrous!
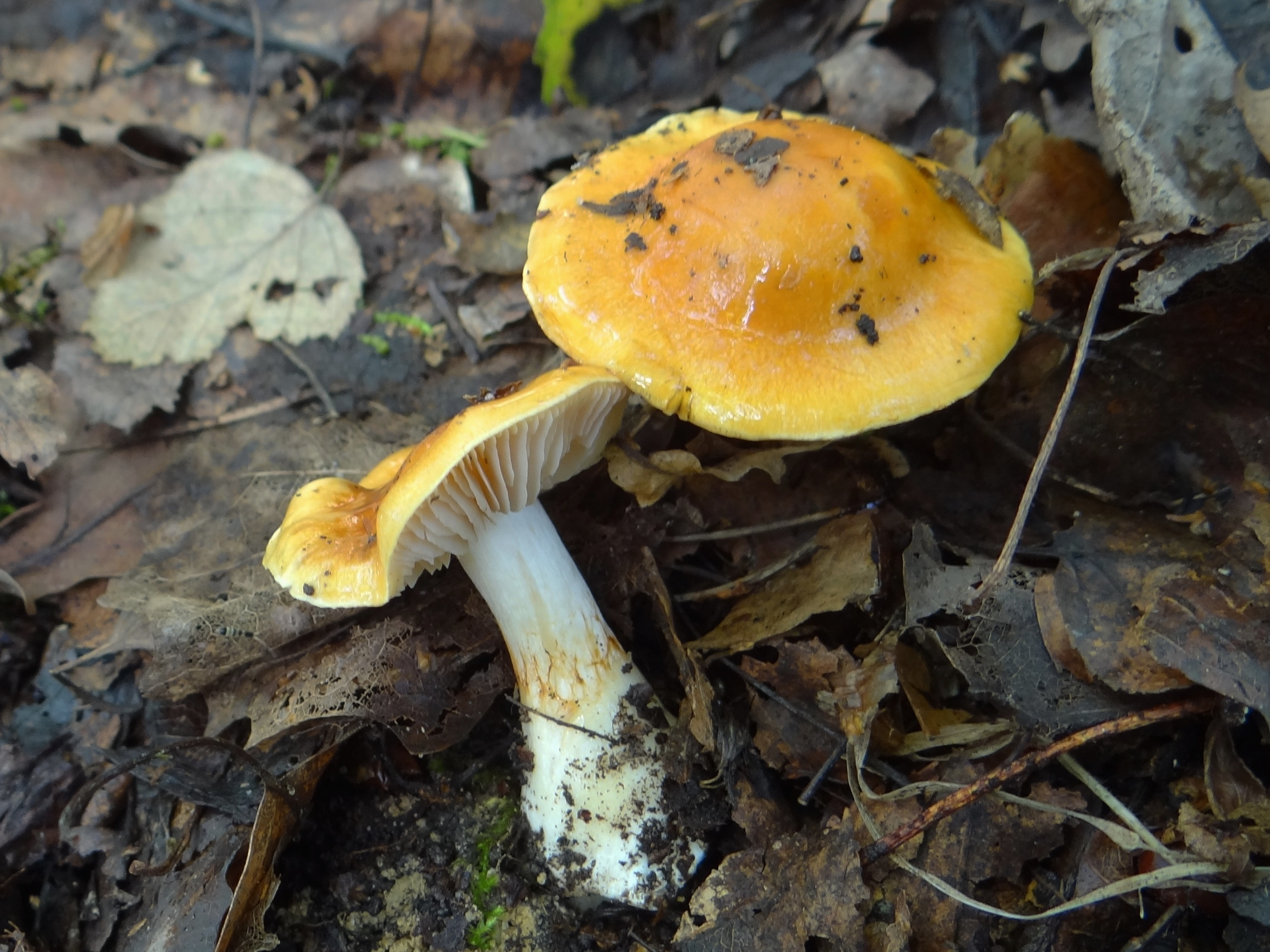
Cortinarius claricolor

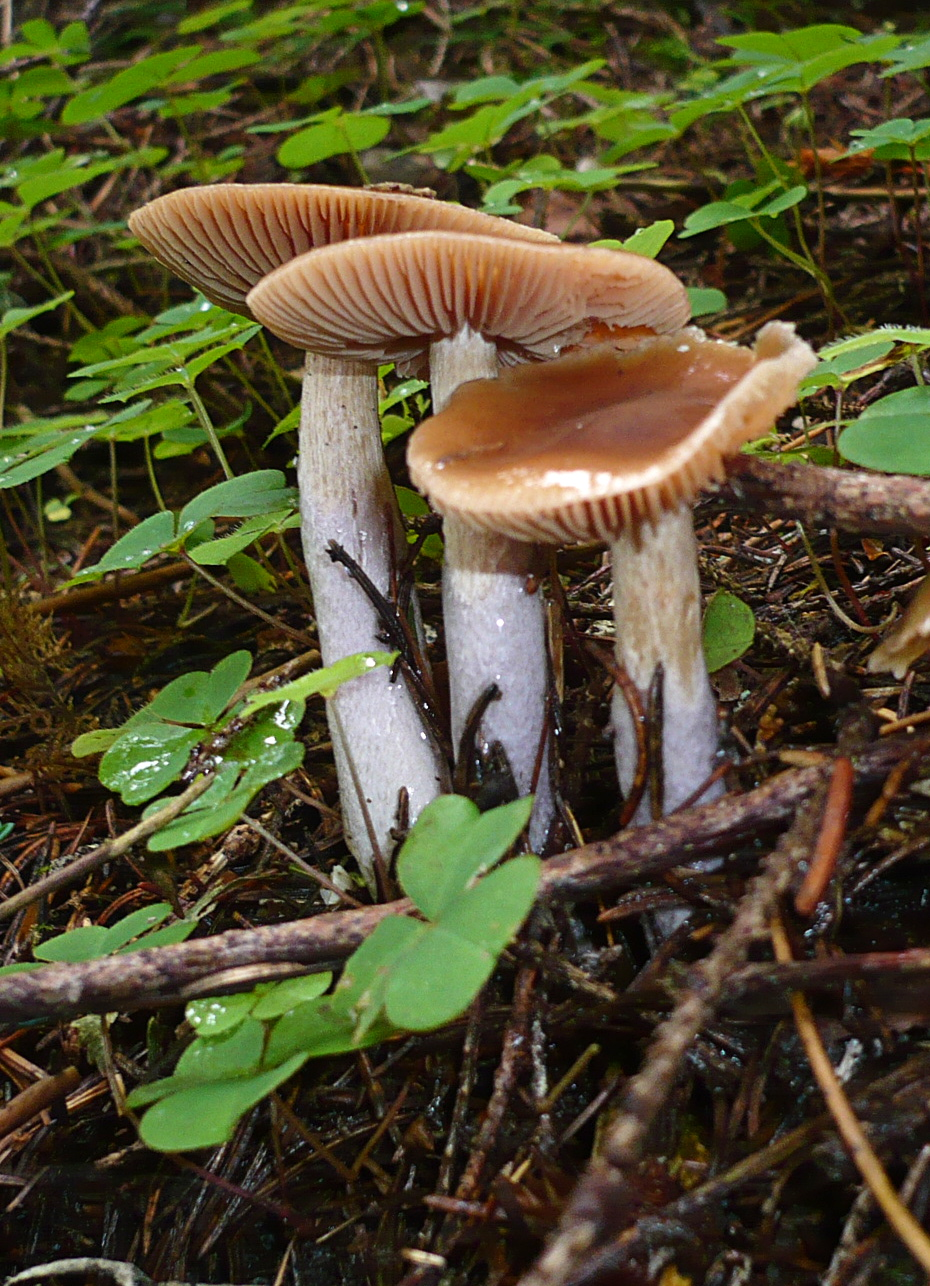
Cortinarius collinitus
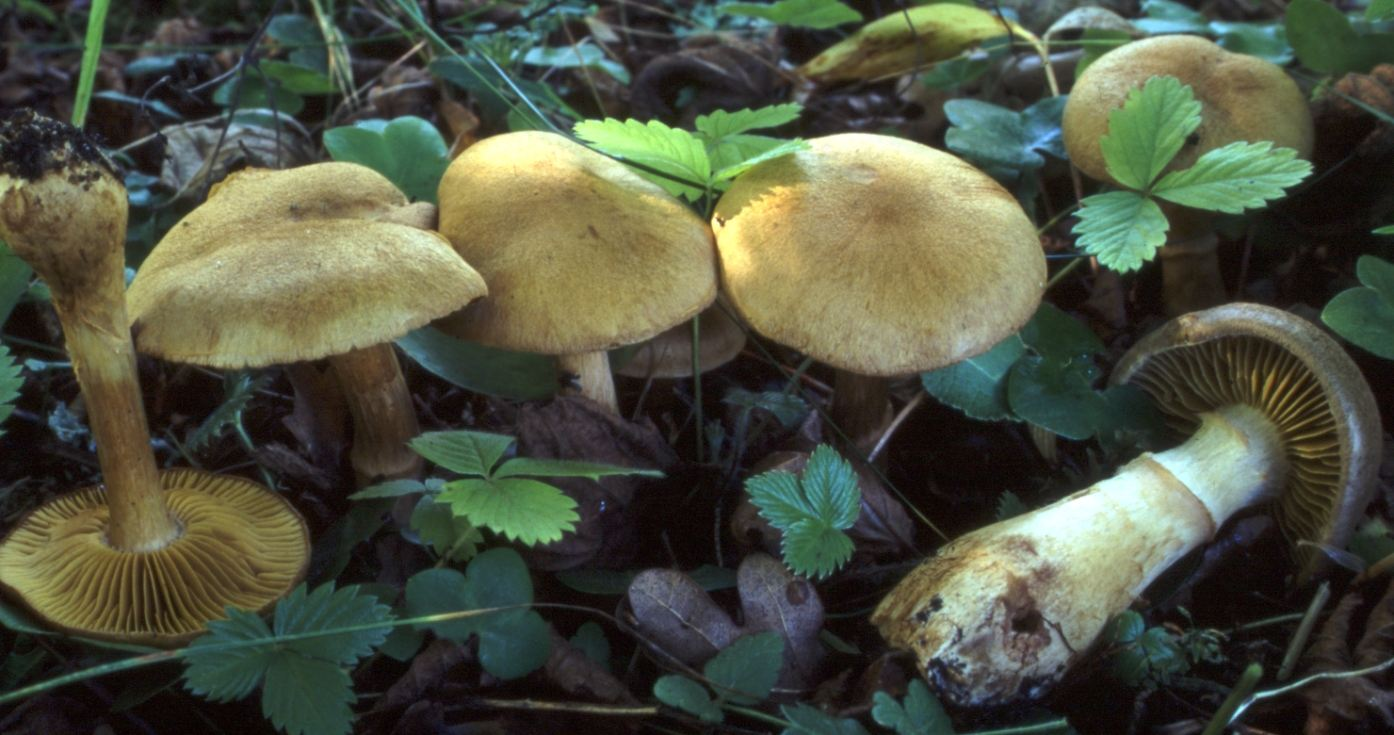
!!Cortinarius cotoneus!!
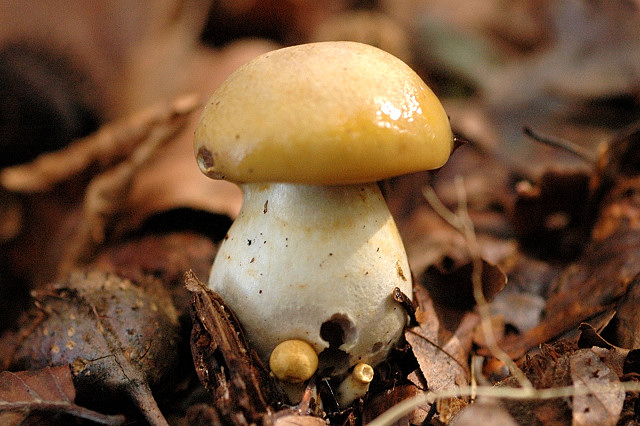
Cortinarius delibutus
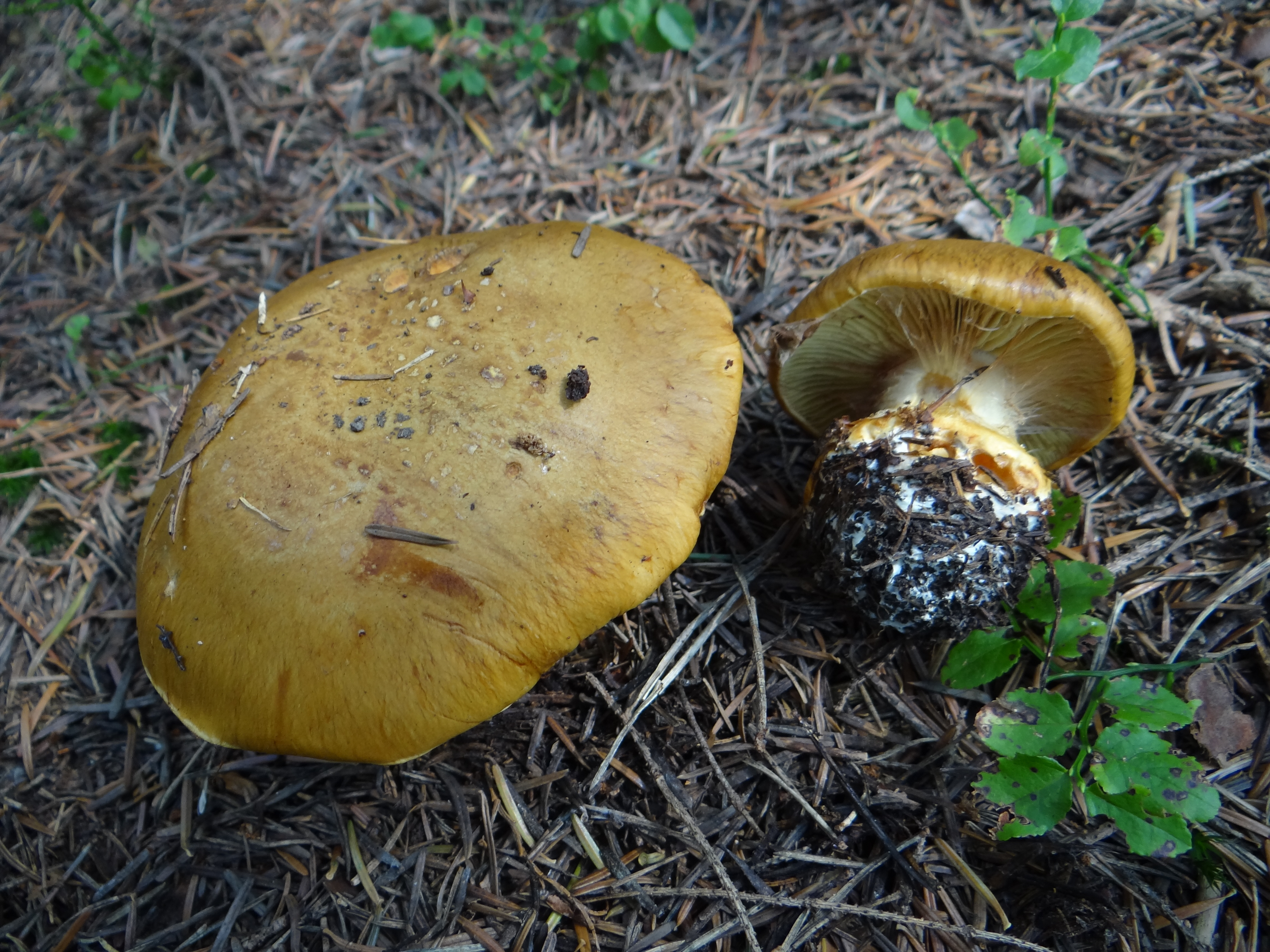
Cortinarius elegantior
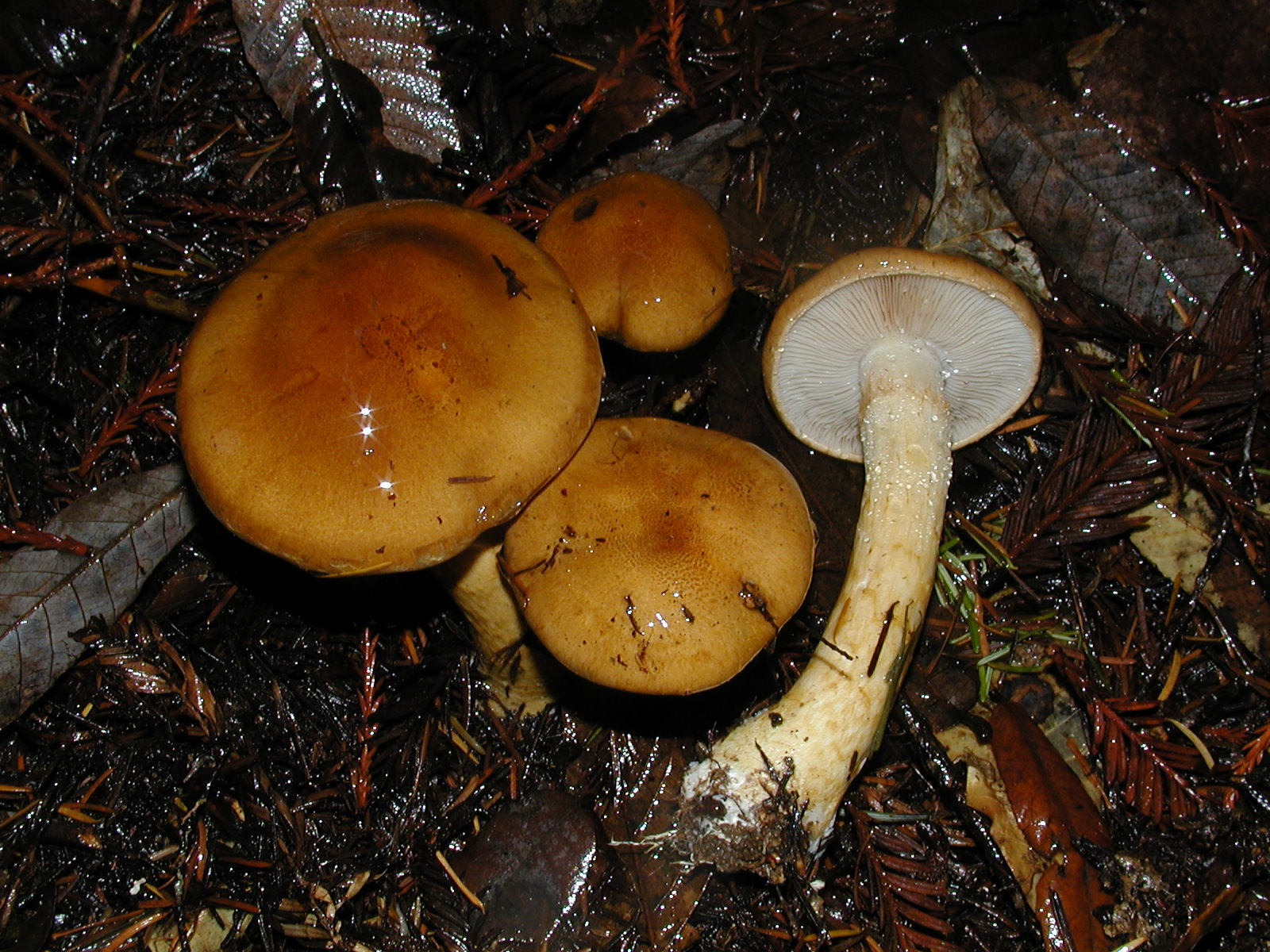
Cortinarius mucosus

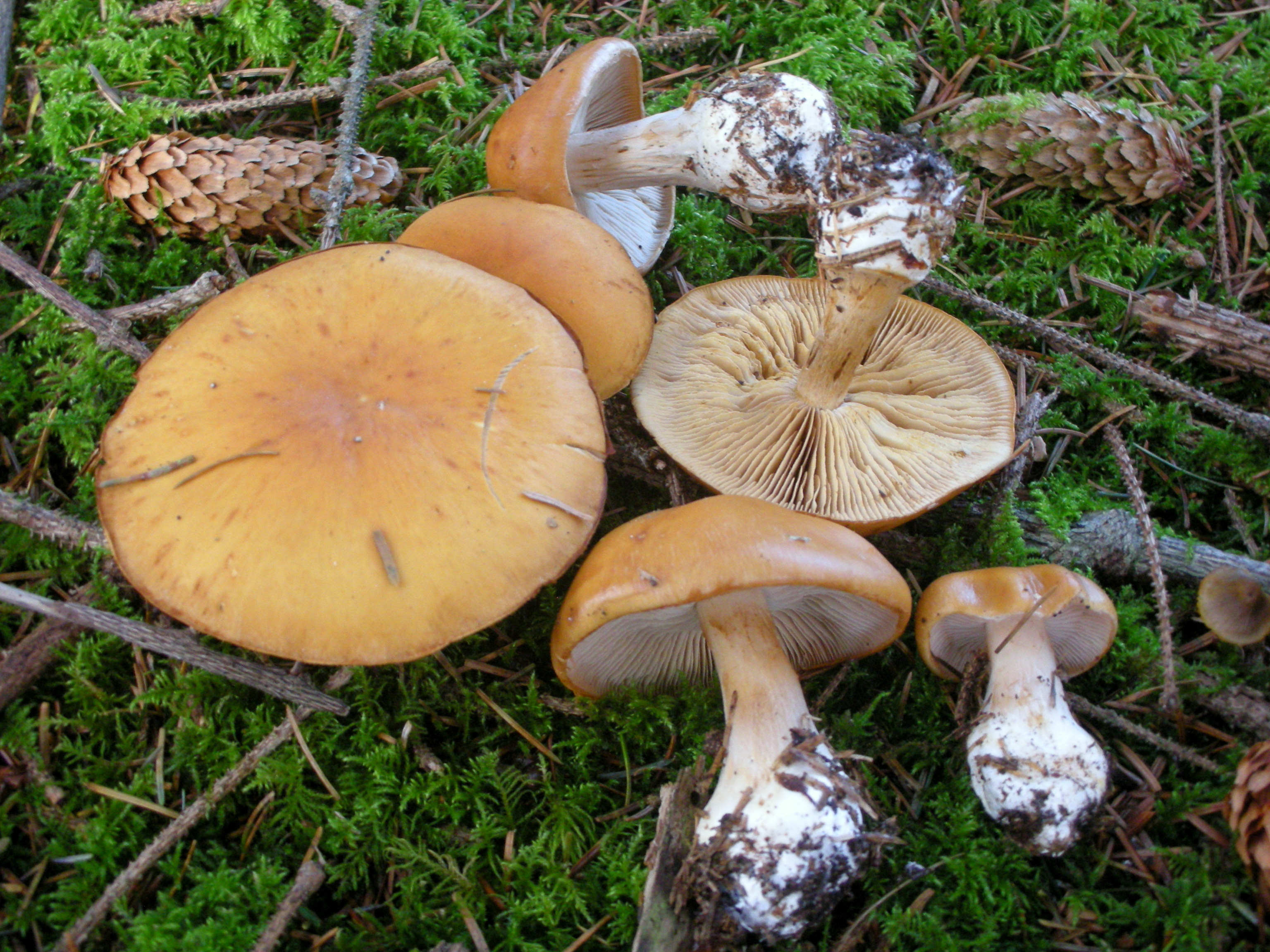
Cortinarius multiformis
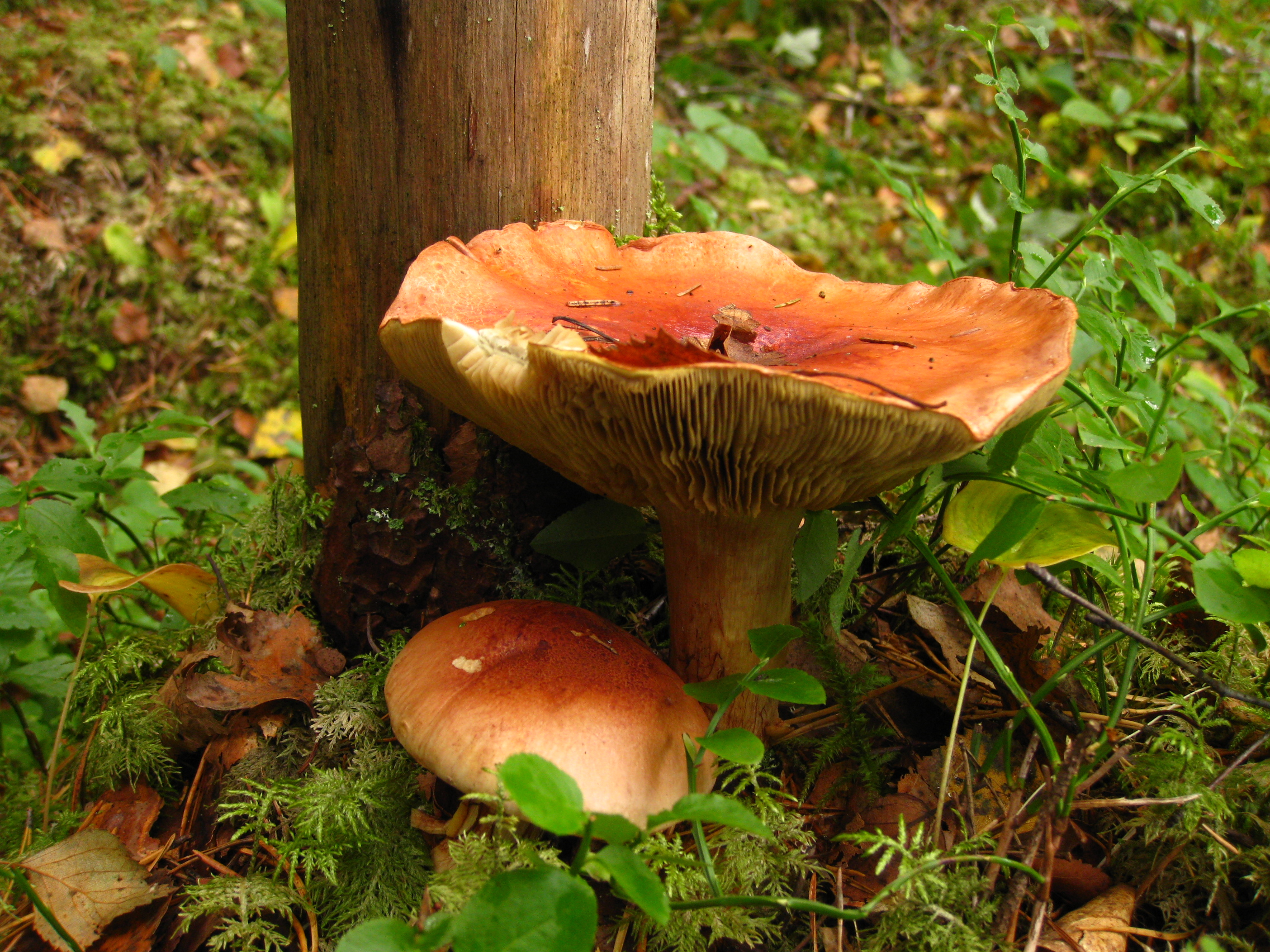
Cortinarius odorifer
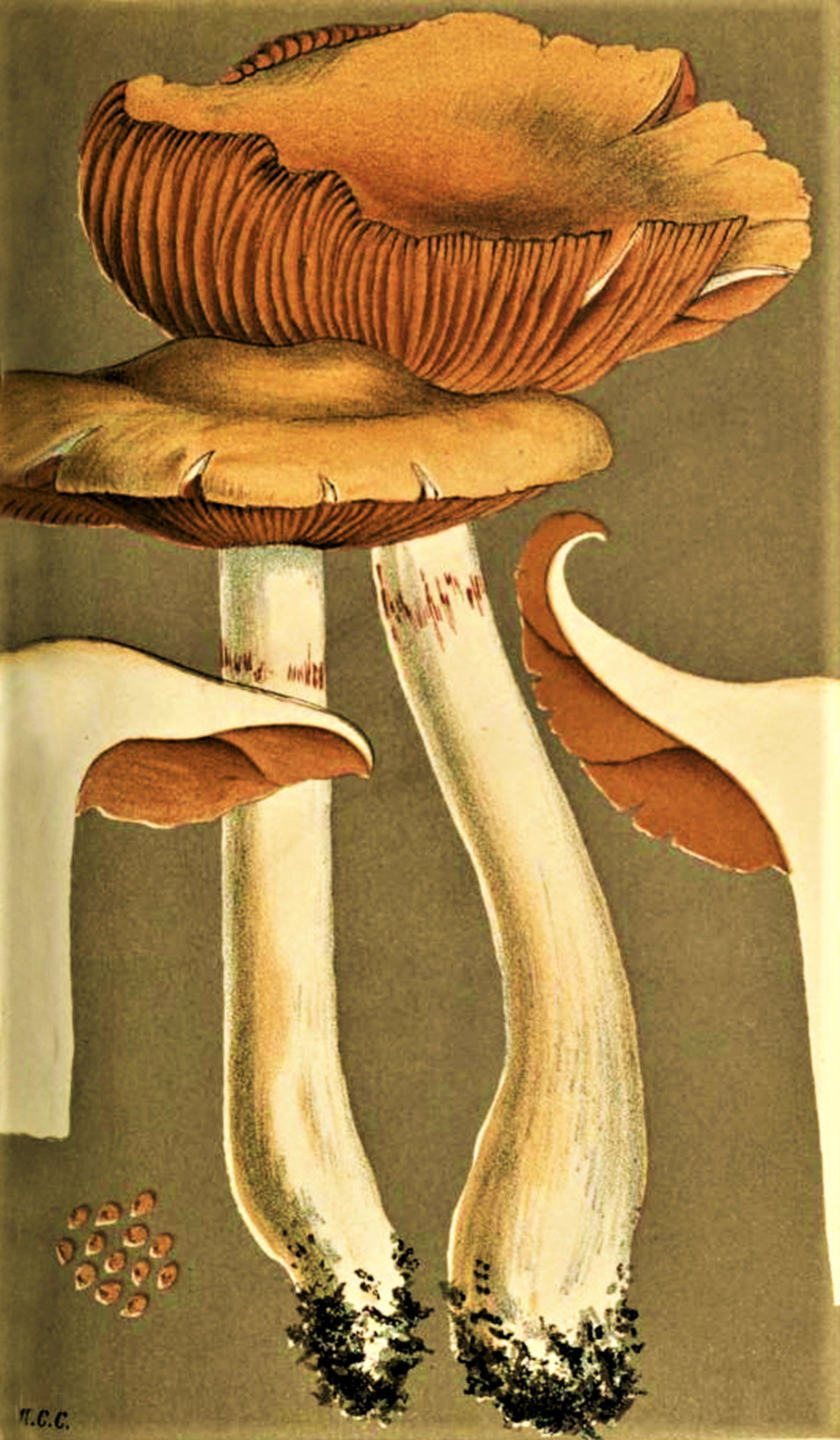
Cortinarius sebaceus
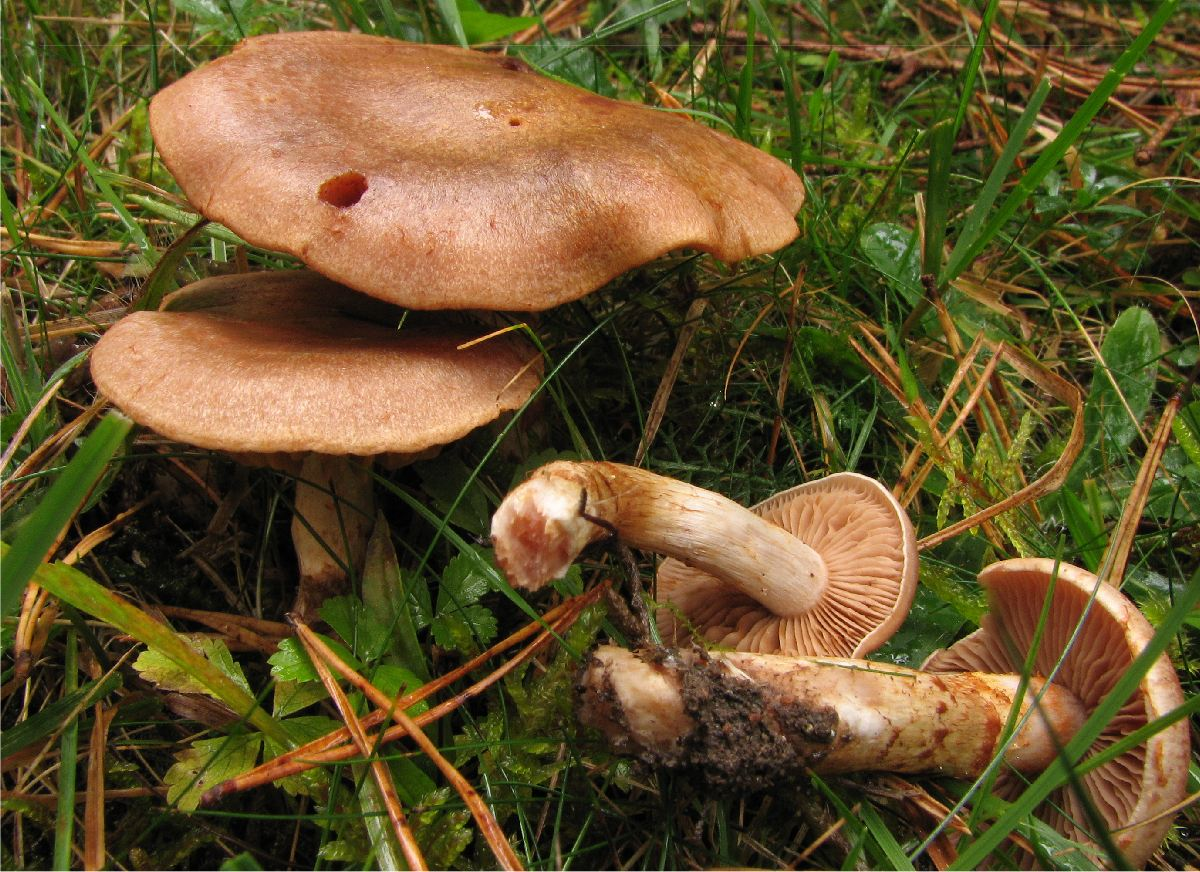
!Cortinarius spilomeus!

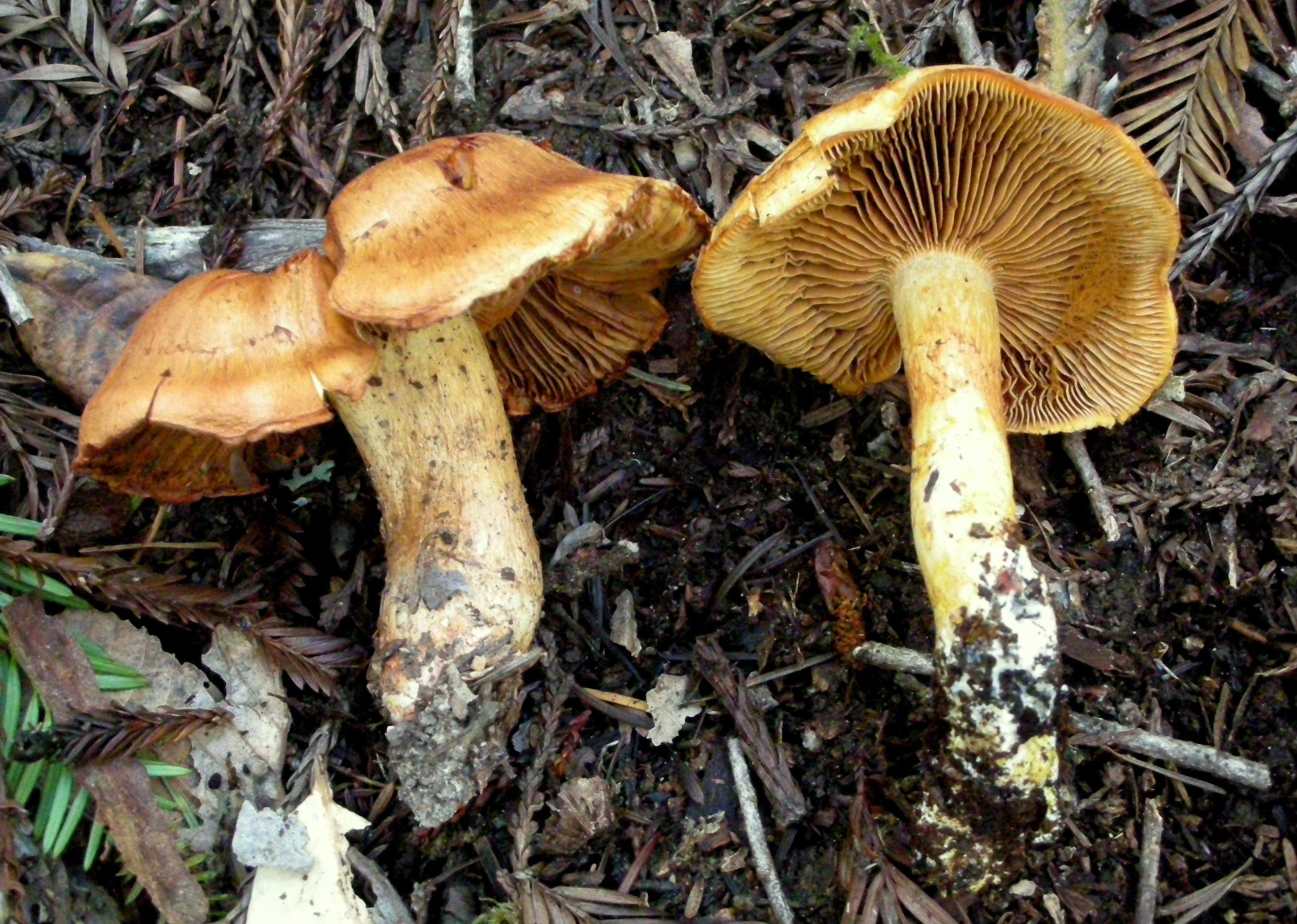
!!Cortinarius rubicundulus!!
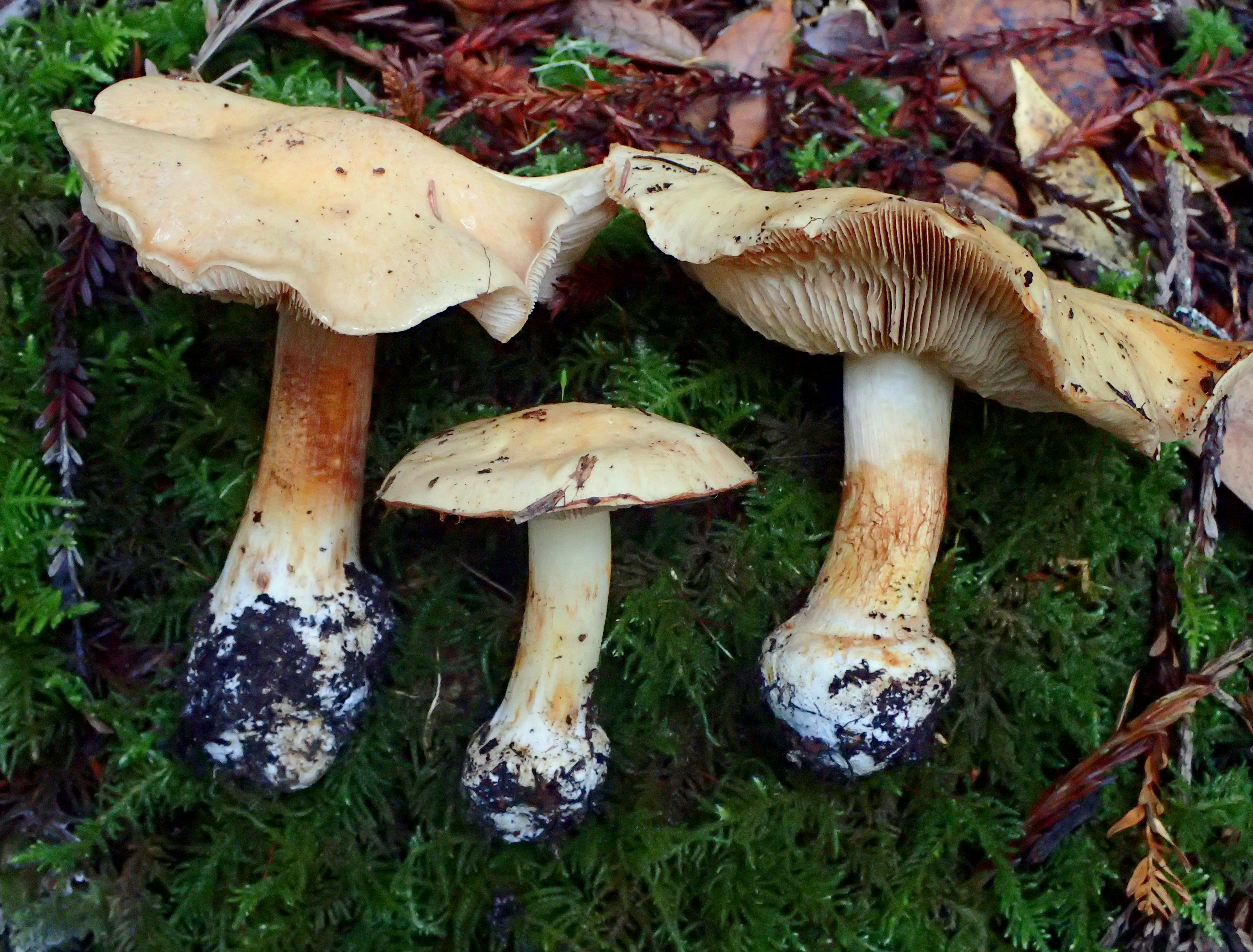
Cortinarius talus
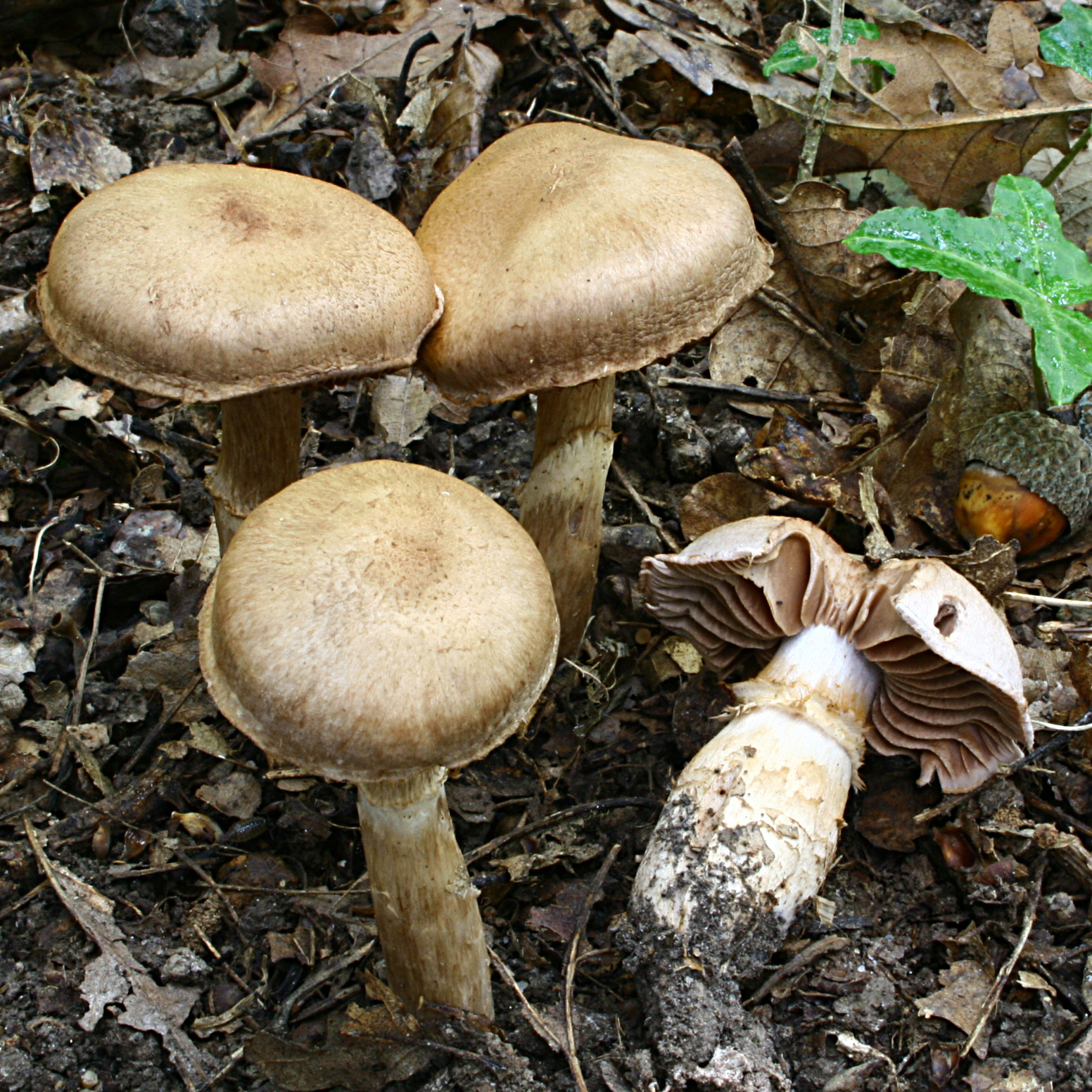
!Cortinarius torvus!
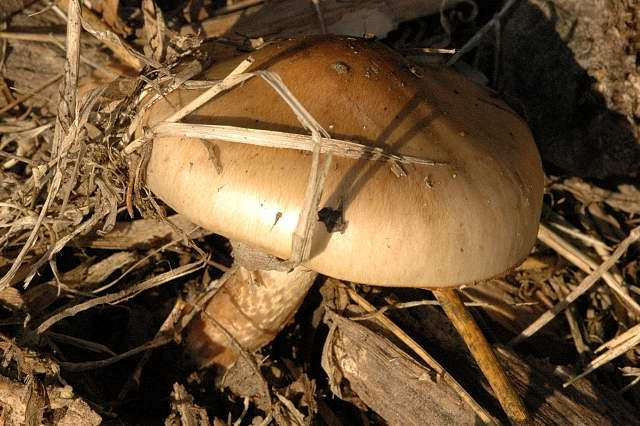
!Cortinarius turmalis!
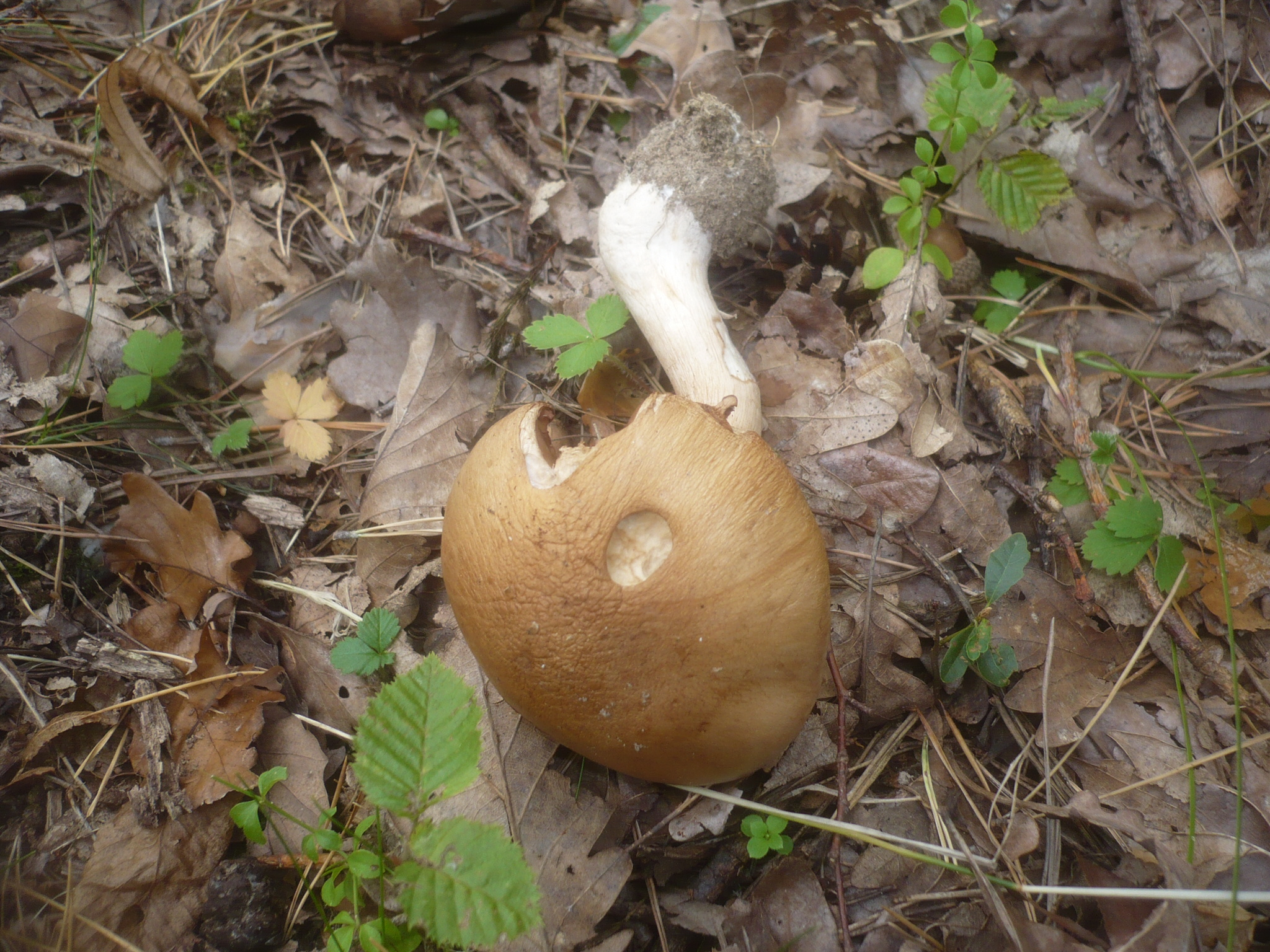
!Cortinarius variicolor!
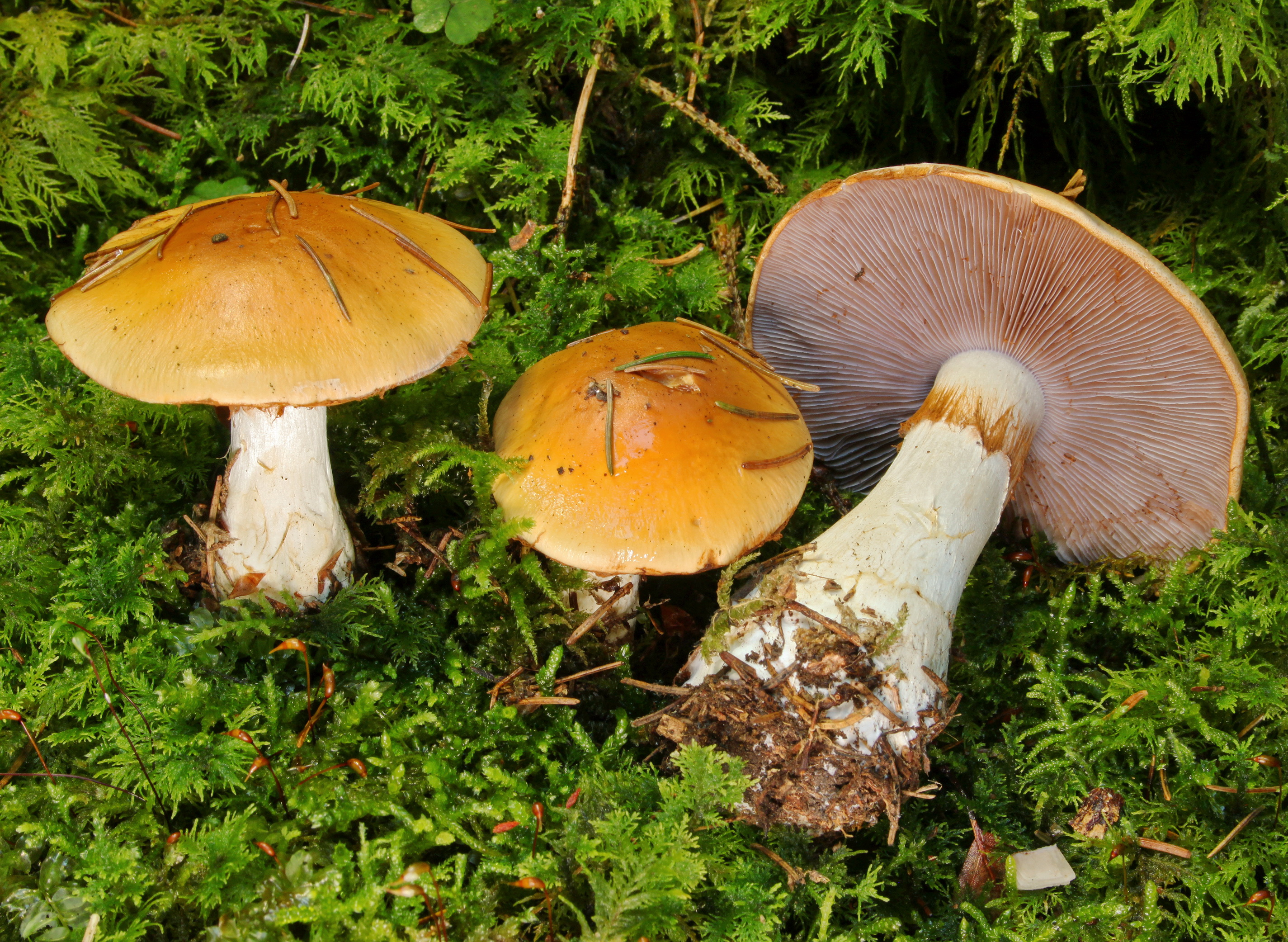
Cortinarius varius
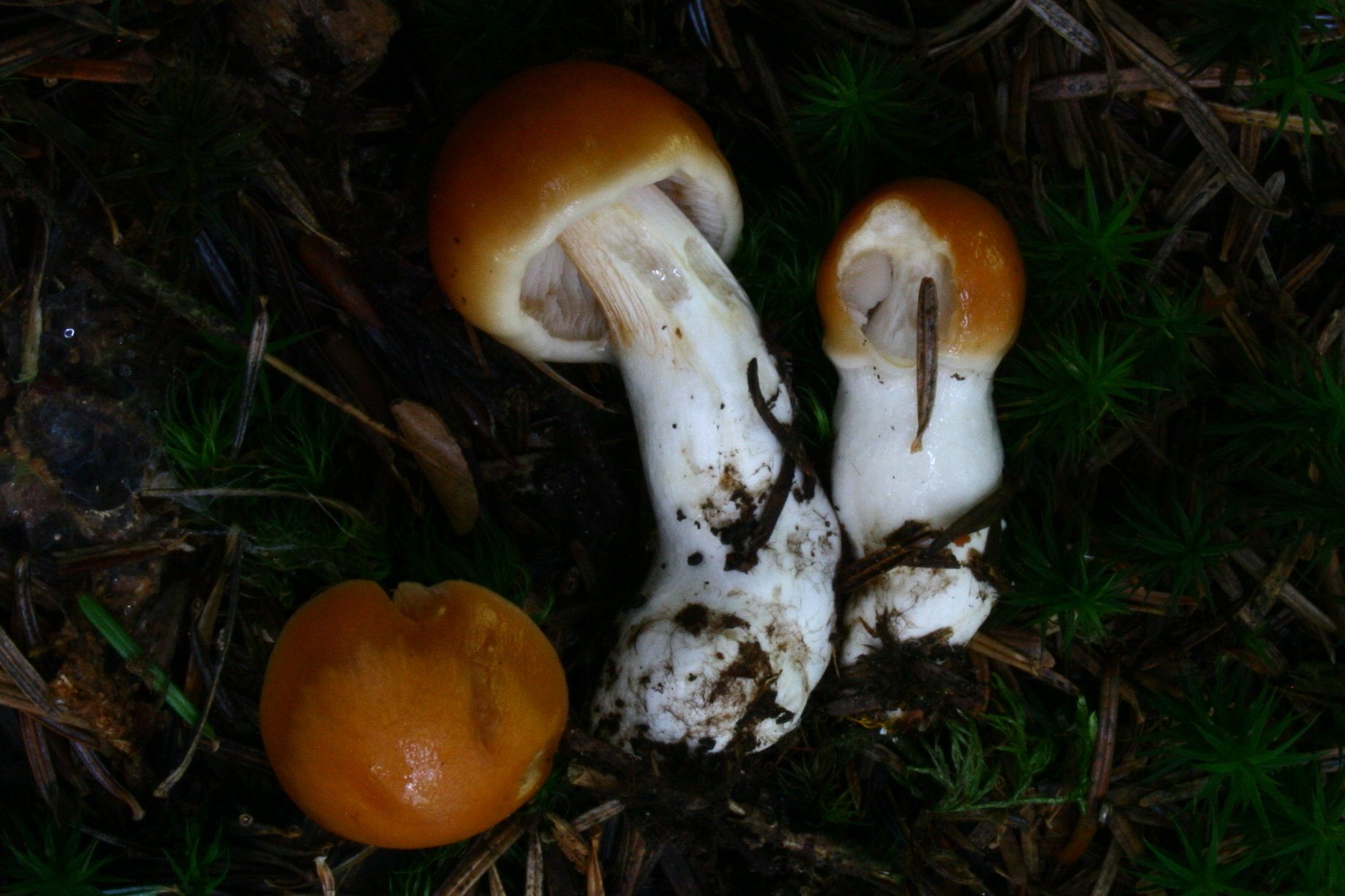
!Cortinarius vibratilis!

## Valorificare
Datorită gustului precum mirosului său plăcut precum al cărnii sale ferme, bureții tineri se oferă ca adăugare la mâncăruri cu alte ciuperci, în primul rând cu hribii, dar este și predestinat pentru prepararea în legătură cu legume fine, asemănător ca Cortinarius multiformis cu care poate fi confundat ușor.